# Коада Изворулуј (Прахова)
Коада Изворулуј (рум. Coada Izvorului) насеље је у Румунији у округу Прахова у општини Манешти. Oпштина се налази на надморској висини од 179 m.

## Становништво
Према подацима из 2002. године у насељу је живело 1007 становника, од којих су сви румунске националности.